# Lužickosrbská mytologie
Lužickosrbská mytologie, součást mytologie slovanské, se nedochovala v autentických dobových pramenech. Přesto se však v pozdějších pramenech objevují božstva smyšlená. Nejstarší je zpráva o Flinsovi z roku 1492, poté o Jutrobogovi z roku 1590 a o bohyně Cice ze 17. století. Nejvíce božstev se objevuje v knize Grundtræk til En Nord-Slavisk og Vendisk Gudelære dánského spisovatele Bernharda Severina Ingemanna z roku 1824. Kromě autentických i smyšlených slovanských bohů se zde objevují i božstva severská a baltská, a autor je dělí na dobrá a zlá:
Dobrá: Triglau (Bog), Swantewit, Radegast, Prove, Sieba, Siebog, Schwayxtix, Zislbog, Podaga, Rugiwit, Karewit, Juthrbog, Dziewonna, Woda (Ódin) a Balduri (Balder) 
Zlá: Zernebog (Pya), Percunust, Flins, Zirnitra (Zir), Berstuk, Marowit (domácí božstvo) a Hela (Hel).

## Flins

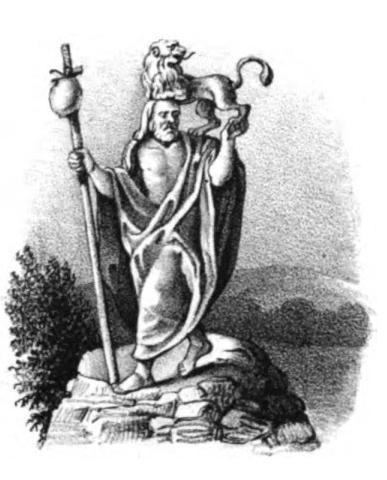
Obrázek Flinse se lvem na rameni

Flins se poprvé objevuje v Chronecken der Sassen Corda Boteho z roku 1492, kde se praví že jeho idol stál poblíž Budyšína na vysoké věži a v roce 1116:
| „ | Slované lužičtí odstoupili zase od víry křesťanské a svou starou modlu, řečenou Flins, totiž oblátek , protože stála na kamenu oblátkovém, zase vztýčili. Ta modla měla prý na sobě dlouhý plášť aneb rubáš, jako se dává mrtvému, a v ruce držela hůl s hořící pochodní a na levém rameně měla vztyčeného lva:ten prý, až zemrou zase je vzbudí.“ | “ |

Uváděno je také podání že idol měl pouze zástěru a že lev měl přední nohy na jeho hlavě, zatímco zadní na levém rameni. Zničen měl být saským vévodou Lotharem a biskupem Adelgotem. Karel Jaromír Erben Flinse považoval za sluneční božstvo a spekuloval o jeho spojitosti s legendárním Trutem, drakobijcem a zakladatelem Trutnova.
S největší pravděpodobností jde o smyšlenku kronikáře.

## Jutrobog
Jutrobog je poprvé objevuje v Meißnische Land- und Berg-Chronica Petra Albina z roku 1589 jako Juterbog a je srovnáván s římskou Aurorou.
Podle Karla Jaromíra Erbena stál jeho chrám, zbořený až v druhé polovině 16. století, v braniborském městě Jüterbog. Odmítá také jeho spojení s jitrem či úsvitem a s ohledem na hornolužické jutry „Velikonoce“ jej vykládá jako božstvo jarní rovnodennosti totožné s Jarovítem.

## Karewit
Karevít je bůh, ochránce starobylého města Charenza (Korenica) na Rujáně. Když je zobrazován sám, jeho nahá socha má dvě tváře, na prsou má volskou hlavu a na břiše hlavu kohouta. Když je zobrazován společně s Rujevítem, má dokonce šest hlav, čtyři mužské a dvě ženské. Na prsou má lví hlavu.

## Siebog
Protějšek Živy, podle Vollmera bohyně lásky.

## Zirnitra
Zirnitra (nebo Zir) je černý lužickosrbský drak a bůh kouzel. Zirnitra doslova znamená „zplnomocněný kouzly“. Rosvodiz je jeho příjmení.
Soška Zirnitry v podobě hada byla objevena mezi tzv. Prillwitzskými idoly, o jejichž pravosti se v 19. století vedly vášnivé spory (z této doby pochází také většina knih zmiňující tuto bytost/skupinu bytostí jménem). V současnosti panuje na straně odborníků shoda, že Prillwitzské idoly byly soudobým podvrhem.